# Вальва (гора)
Вальва (грец. Βάλβα) — антична гора, що знаходилась в провінції Мавретанія Цезарейська (зараз територія Алжиру). Також з однойменною назвою була річка.
Річка згадується в давньогрецького вченого Клавдія Птолемея як Оуальва (грец. Οὐάλουα).